# Marino Bulcani
Marino Bulcani (zm. 8 sierpnia 1394) – włoski kardynał okresu wielkiej schizmy zachodniej, reprezentujący obediencję rzymską.

## Życiorys
Pochodził z Neapolu ze szlacheckiej rodziny. W grudniu 1384 papież Urban VI, którego Bulcani popierał w sporze z antypapieżem Klemensem VII, mianował go kardynałem diakonem S. Maria Nuova. Nieco później został też kamerlingiem Świętego Kościoła Rzymskiego. Uczestniczył w konklawe 1389. Protodiakon Świętego Kolegium od lipca 1390. Zmarł w Asyżu.